# لواء (طائر)
اللَّوَّاء (الاسم العلمي: Jynx) هو جنس من الطيور يتبع الفصيلة النقارية الحقيقية من رتبة نقاريات الشكل.

## أنواع طائر اللواء
- لواء أوراسي
- لواء أحمر الرقبة